# Ali Shamkhani
Ali Shamkhani (Ahvaz, 29 de septiembre de 1955) es un almirante iraní y político que se desempeñó como Secretario del Consejo Supremo de Seguridad Nacional desde 2013 hasta 2023. Es miembro del Consejo de Discernimiento de Conveniencia y asesor político del Líder Supremo de Irán desde mayo de 2023.
Las Fuerzas de Defensa de Israel (FDI) afirmaron haber asesinado a Shamkhani con un ataque aéreo el 13 de junio de 2025 durante el inicio de la guerra entre Irán e Israel.   Sin embargo, los medios iraníes afirmaron el 20 de junio que Shamkhani todavía estaba vivo y se encontraba en condición estable después de recuperarse de las graves heridas sufridas en el ataque. Es uno de los funcionarios políticos encargados de supervisar las negociaciones entre Estados Unidos e Irán destinadas a alcanzar un acuerdo de paz nuclear.

## Biografía
Shamkhani nació el 29 de septiembre de 1955 en Ahvaz, Juzestán. Su familia es de origen árabe iraní. Estudió ingeniería en la Universidad de Ahvaz.Shamkhani se desempeñó como comandante de la Armada del CGRI con el rango de contralmirante. Más tarde también mandó la marina Artesh además de la marina de guerra del CGRI.

## Carrera
Shamkhani sirvió como comandante de la armada del Cuerpo de la Guardia Revolucionaria Islámica de Irán (CGRI) con el rango de contralmirante. Más tarde, también estuvo al mando de la armada iraní Artesh además de la armada del IRGC.  Fue nombrado Ministro de la Guardia Revolucionaria en 1988.
Ocupó el cargo de Ministro de Defensa y Logística de las Fuerzas Armadas desde agosto de 1997 hasta agosto de 2005 en el gobierno de Mohammad Jatamí.  Shamkani fue reemplazado por Mostafa Mohammad-Najjar en el cargo. Shamkhani también se postuló para un cargo en las elecciones presidenciales iraníes de 2001, quedando en tercer lugar.
El 10 de septiembre de 2013, Shamkhani fue nombrado secretario del Consejo Superior de Seguridad Nacional de Irán (SNSC) de Irán por el presidente Hasán Rohaní.
Después del ataque aéreo estadounidense del 3 de enero de 2020 que mató al jefe de la Fuerza Quds del CGRI, Qasem Soleimani, mientras viajaba a Bagdad, Irak, Shamkhani dijo el 6 de enero que la respuesta de Irán sería una "pesadilla histórica" para Estados Unidos: "Incluso si el más débil de estos escenarios gana consenso, su implementación puede ser una pesadilla histórica para los estadounidenses... La totalidad de las fuerzas de resistencia tomarán represalias", dijo a la Agencia de Noticias Fars. El SNSC estaba evaluando 13 escenarios de venganza.
Shamkhani dimitió como máximo responsable de seguridad del país en mayo de 2023. El New York Times reveló que el gobierno iraní destituyó a Shamkhani de su puesto como funcionario de seguridad nacional tras ser investigado por sus estrechos vínculos con un espía británico de alto rango. Las especulaciones sobre su salida surgieron en enero después de que su antiguo aliado, el político y oficial militar iraní-británico Alireza Akbari, fuera ejecutado por espionaje en nombre del Reino Unido.
En junio de 2023, un informe de Iran International reveló que Shamkhani se vio obligado a dimitir después de que se hiciera pública su participación como miembro clave del círculo gubernamental vinculado a Naji Sharifi-Zindashti, quien presuntamente encabezaba un cártel dedicado al secuestro y al tráfico de drogas en colaboración con el CGRI.

### Sanciones
El 10 de enero de 2020, el Departamento de Estado de los Estados Unidos extendió sus sanciones bajo la Orden Ejecutiva 13876 a Shamkhani y otras siete personas, y a "veintidós entidades y tres buques de conformidad con la Orden Ejecutiva 13871", así como a una organización comercial de acero china bajo la Ley de Libertad y Contraproliferación de Irán . Según el secretario Steven T. Mnuchin, Shamkhani y otros altos funcionarios del régimen fueron sancionados por "su participación y complicidad en los ataques con misiles balísticos del martes". Según el comunicado, las sanciones continuarán hasta que termine todo apoyo y promoción del terrorismo por parte del régimen iraní.
El 20 de febrero de 2020, el Departamento del Tesoro de Estados Unidos volvió a extender sus sanciones, en virtud de la Orden Ejecutiva 13876, a Shamkhani, entre otras personas, tras la descalificación de varios miles de candidatos electorales por parte del Consejo de Guardianes de Irán.

## Intento de asesinato
Las Fuerzas de Defensa de Israel (FDI) afirmaron haber asesinado a Shamkhani con un ataque aéreo el 13 de junio de 2025 durante el inicio de la guerra entre Irán e Israel.  Sin embargo, los medios iraníes informaron el 20 de junio que Shamkhani todavía estaba vivo y se encontraba en condición estable después de recuperarse de las graves heridas sufridas en el ataque.